# Mauna Loa

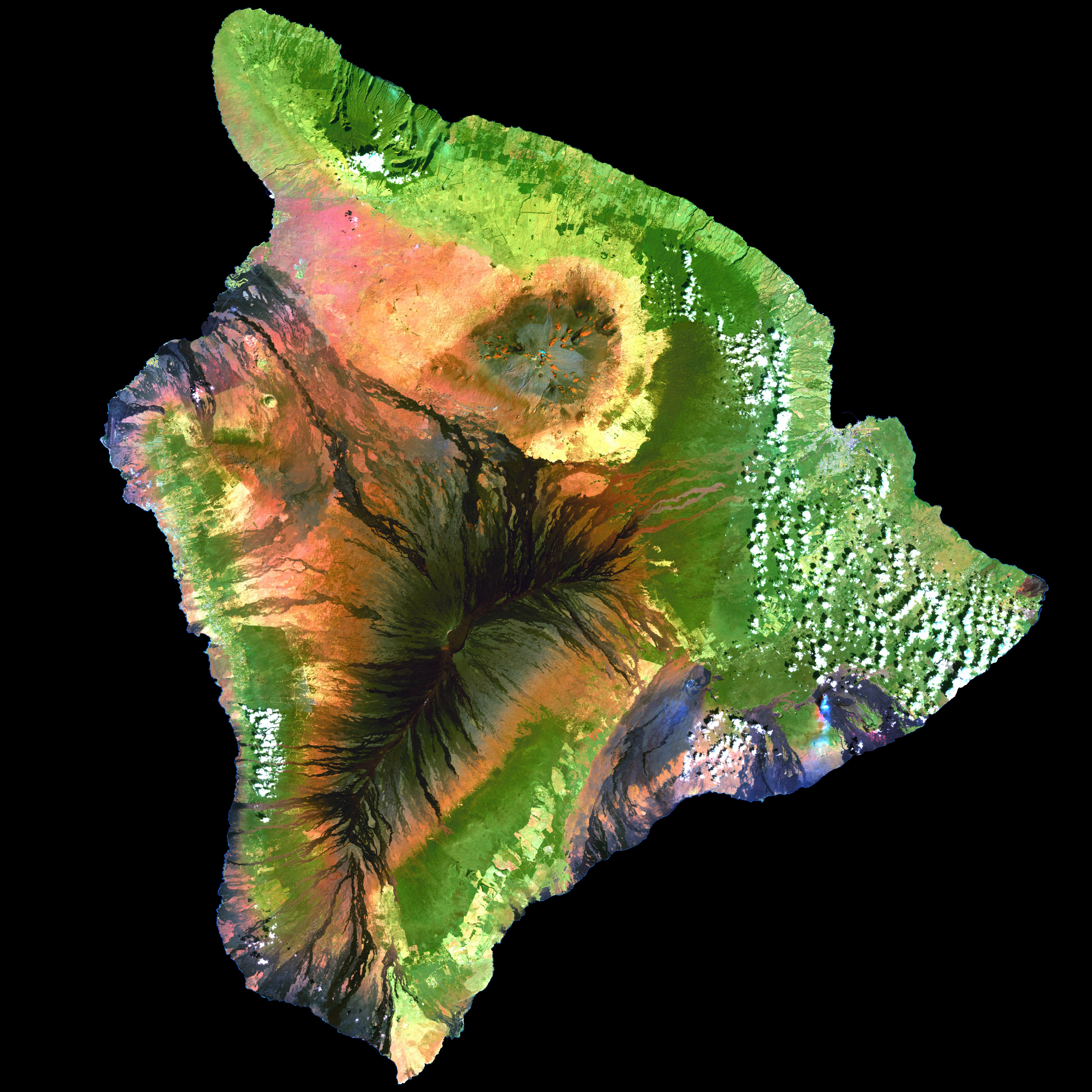
Satellietfoto door Landsat van Hawaï met Mauna Loa (donkerbruin)

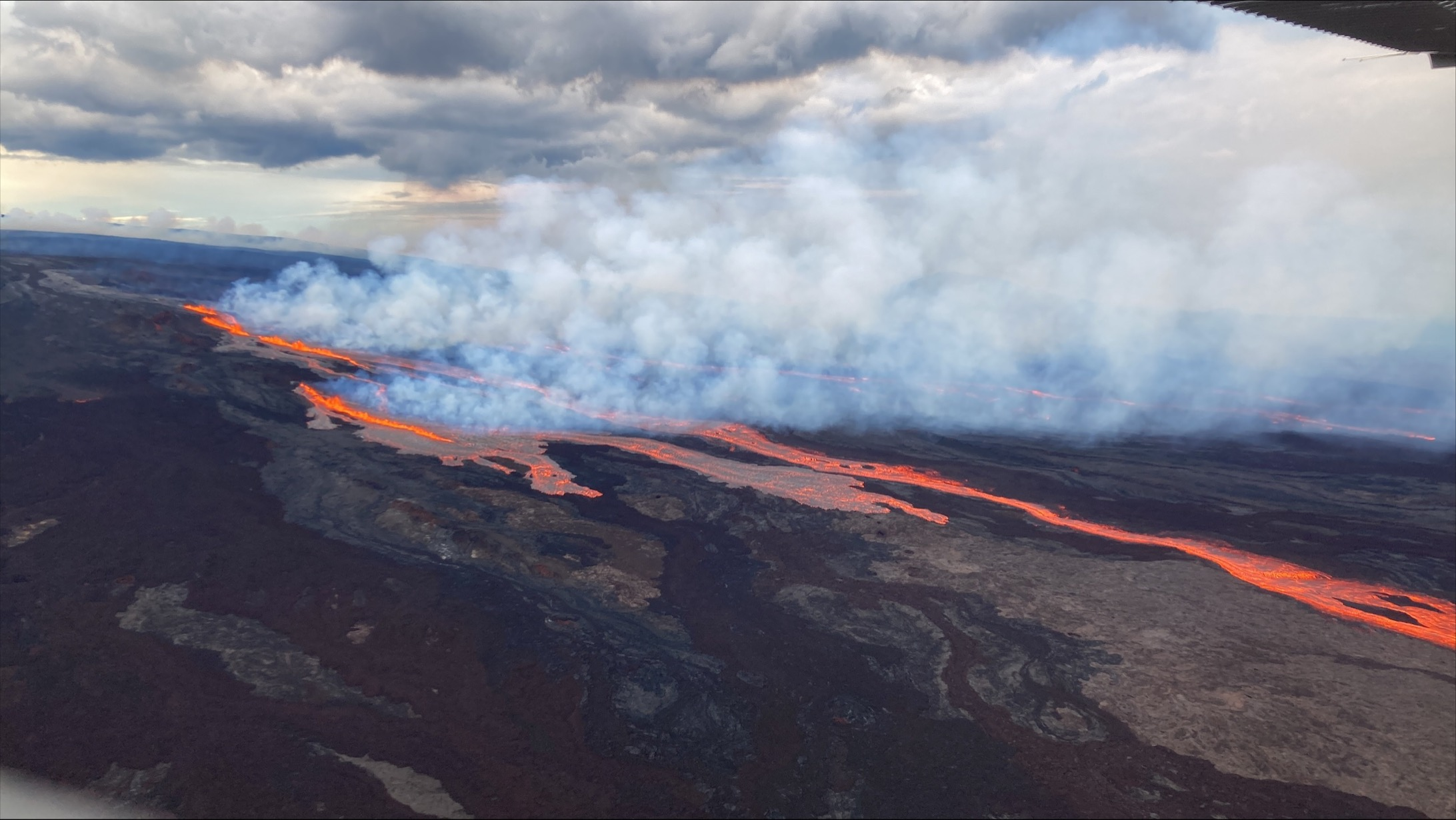
De uitbarsting op 28 november 2022

De vulkaan Mauna Loa ligt op het eiland Hawaï in de staat Hawaï in de Verenigde Staten en maakt deel uit van de Hawaï-Emperorketen.

## Kenmerken
Het is qua volume (80.000 km³) de op één na grootste vulkaan op aarde, na de Pūhāhonu (148.000 km³). Mauna Loa stijgt 4170 m boven de zeespiegel uit en heeft een totale hoogte van zo'n 9 km ten opzichte van de zeebodem. Het is niet de hoogste vulkaan ter wereld, dat is de Ojos del Salado in Chili met 6887 m; ook de op hetzelfde eiland gelegen vulkaan Mauna Kea is net iets hoger.
De vulkaan is zo zwaar dat hij de aardkorst vervormt. Dit verschijnsel wordt isostasie genoemd en komt bij bijna alle bergen voor. De vulkaan drukt de aardkorst zo'n 8 kilometer in. De vulkaan bedekt 85% van het eiland Hawaï. De naam "Mauna Loa" betekent "lange berg". De langgerekte (120 km) vorm is ontstaan door uitbarstingen langs riftzones.
De top wordt gevormd door een caldeira, die 3 bij 5 kilometer groot is. Deze wordt Moku`aweoweo genoemd. De leeftijd van de vulkaan wordt tussen de 700.000 en 1 miljoen jaar geschat, wat geologisch gezien jong is. De Mauna Loa is een van de zestien Vulkanen van het Decennium die uitgekozen zijn voor een gedetailleerde studie.
De Mauna Loa is een vulkaan van het type schildvulkaan. Dit type kent geen explosieve, maar meer wat rustigere uitbarstingen, met weinig rook en as. Het belangrijkste kenmerk aan een schildvulkaan is de vorm: hij is breder dan dat hij hoog is. De vorm van schildvulkanen hangt samen met de chemische samenstelling van het magma: de lava van Mauna Loa bevat relatief weinig siliciumdioxide en heeft een relatief lage viscositeit. Hierdoor kan de lava goed uitvloeien. Schildvulkanen ontstaan als magma vanuit de asthenosfeer door breuken in de aardkorst heen stroomt. In Hawaï is sprake van een 'hotspot' waarbij magma via een geïsoleerde mantelpluim de oppervlakte bereikt, vaak midden in een aardschol.
Een deel van de Mauna Loa, waaronder de top, ligt in het Hawaii Volcanoes National Park.

## Observatoria
Op de helling van Mauna Loa, op 3397 meter hoogte bevinden zich het Mauna Loa Observatorium, het Mauna Loa Solar Observatorium, en AmiBA (Array for Microwave Background Anisotropy). Met behulp van het observatorium heeft de Amerikaanse chemicus Charles David Keeling metingen van CO2 in de atmosfeer verricht die leidden tot de Keelingcurve.

## Uitbarstingen
Van de Mauna Loa zijn 34 erupties bekend sinds 1843. In 1881 werd tijdens een uitbarsting overwogen de krater op te blazen met het toen nieuwe dynamiet, maar daarvan werd afgezien. In december 1935 dreigde het stadje Hilo te worden weggevaagd door een lavastroom uit de Mauna Loa, die op 21 november weer tot uitbarsting was gekomen.  Twee squadrons bommenwerpers bombardeerden op 26 december de vulkaan en wisten zo de eruptie te stoppen.
Als het huidige tempo van erupties zich voortzet, 'groeit' de Mauna Loa ongeveer twee meter per 4000 jaar. Er wonen weinig mensen in de buurt van de actieve delen van de vulkaan, met uitzondering van de Kona Coast ten zuiden van Kailua, waar huizen zijn gebouwd op relatief recente lavastromen. Door het niet-explosieve karakter van de erupties ziet men dit niet als onveilig.
In november 2022 was er voor het eerst in 38 jaar een eruptie waarbij de vulkaan lava en as uitstootte. Op 29 november blokkeerde een lavastroom de weg naar het Mauna Loa Observatorium, waardoor de atmosferische metingen onderbroken werden. De eruptie eindigde op 13 december 2022.